# ووتا واس
ووتا واس (به لاتین: Vavta Vas) یک زیستگاه انسانی در اسلوونی است که در Lower Carniola واقع شده‌است.

## خصوصیات
ووتا واس ۲٫۵۶ کیلومترمربع مساحت و ۳۹۲ نفر جمعیت دارد و ۱۷۹٫۹ متر بالاتر از سطح دریا واقع شده‌است.